# Dryocalamus
Dryocalamus es un género de serpientes de la familia Colubridae. Sus especies se distribuyen por la región indomalaya.

## Especies
Se reconocen las siguientes:
- Dryocalamus davisonii (Blanford, 1878)
- Dryocalamus gracilis (Günther, 1864)
- Dryocalamus nympha (Daudin, 1803)
- Dryocalamus philippinus Griffin, 1909
- Dryocalamus subannulatus (Duméril, Bibron & Duméril, 1854)
- Dryocalamus tristrigatus Günther, 1858